# Фігури ковзання

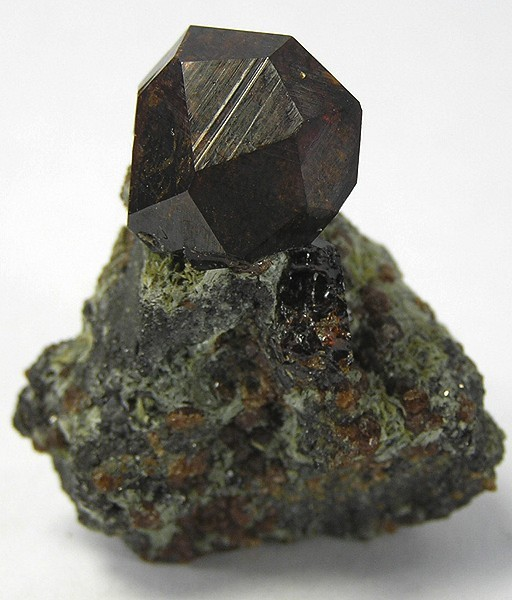
Фігури ковзання на грані кристалу андрадиту.

Фігури ковзання (рос. фигуры скольжения, англ. gliding figures, нім. Gleitfiguren f pl) — у мінералогії — фігури, які виникають при механічній дії на кристал, що призводить до ковзання окремих ділянок кристалу по певних площинах ковзання. Площина ковзання паралельна грані, а напрямок ковзання — ребру кристала. У процесі ковзання структурні елементи кристала переміщуються на відстані, які кратні міжатомним відстаням.
У будь-якому кристалі існує більше ніж одна площина ковзання і більше ніж один напрямок ковзання. Так, у кубічному флюориті-CaF2 число рівноважних площин ковзання — 3 (грані куба), а напрямків ковзання — 6 (діагоналі на гранях куба). Сутність ковзання тлумачиться на засадах дислокаційної моделі згідно якої пластична деформація кристалу спричинена пересуванням у ньому дислокацій. Явище ковзання і відповідні фігури ковзання зафіксовані у значному числі мінералів, зокрема групи міді-золота, галеніті, галіті, сфалериті, флюориті, шпінелі, графіті і молібденіті, рутилі, кальциті, бариті, ґіпсі, альбіті та інш. Наприклад, у галеніті розвинені різноорієнтовані штрихи ковзання.
Причиною деформації (і відповідно явища ковзання) природних мінералів можуть бути не лише зовнішні сили, наприклад чинники метаморфізму, але й сили, що виникають усередині мінеральних індивідів унаслідок метаміктного розпаду, поліморфного перетворення, гідратації тощо.

## Інтернет-ресурси
- TRANSLATION-GLIDING IN CRYSTALS OF THE NaCT, STRUCTURAL TYPE. M. J. Burncr-n, Massachusetts institute of Technology